# ترنسکو
ترنسکو (به انگلیسی: Thurnscoe) یک روستا در بریتانیا است که در انگلستان واقع شده‌است.